# Isidoro di Alessandria
Isidoro di Alessandria o di Gaza (in greco: Ἰσίδωρος; 450 circa – 520 circa) è stato un filosofo neoplatonico bizantino. Fu uno degli ultimi filosofi neoplatonici.
Visse ad Atene e ad Alessandria verso la fine del V secolo d.C. Divenne scolarca dell'Accademia succedendo a Marino di Neapoli.

## Vita
Studiò ad Atene sotto la guida di Proclo e apprese la dottrina di Aristotele da Marino. Secondo Damascio, "Isidoro si meravigliò alla vista di Proclo, venerabile e meraviglioso a vedersi; credette di vedere in lui il volto stesso della vera filosofia". Damascio riporta inoltre che "Isidoro, oltre alla semplicità, amò soprattutto la veridicità, si impegnò ad essere schietto anche oltre il necessario, e dentro di sé non fingeva nulla". L'affermazione, contenuta nella Suda, secondo cui Isidoro fu il marito di Ipazia non sembra corrispondere al vero, visto che il filosofo nacque molto tempo dopo la morte di Ipazia. Si riferisce altrove che il filosofo ebbe una moglie chiamata Domna che morì cinque giorni dopo la nascita del loro figlio che chiamarono Proclo.
Tornò ad Alessandria accompagnato da Sallustio. Giunto in città insegnò filosofia. Quando Proclo morì (485) era ad Atene, ed era ancora lì quando Marino divenne scolarca della scuola neoplatonica. Quest'ultimo lo convinse ad essere il suo successore, ma Isidoro abbandonò Atene non molto tempo dopo la morte di Marino, lasciando la sua carica a Hegia.
Isidoro è noto principalmente per essere stato il maestro di Damascio, la cui testimonianza, nella sua Vita di Isidoro, presenta il maestro sotto una luce decisamente favorevole sia come uomo sia come pensatore. La Vita di Damascio è stata conservata in forma sintetica da Fozio nella sua Biblioteca e in frammenti della Suda.